# Allan Arbus
Allan Franklin Arbus (ur. 15 lutego 1918 w Nowym Jorku, zm. 19 kwietnia 2013 w Los Angeles) – amerykański aktor filmowy i telewizyjny.

## Filmografia
seriale
- 1973–1983: M*A*S*H – jako major Sidney Freedman / major Milton Freedman
- 1976: Hawaii Five-O – jako Maynard
- 1982: Quincy M.E – jako dr Ellerick
- 1993: Prawo i porządek – jako Dominick Keith
- 1998: Lekarze z Los Angeles – jako pan Mitski
- 2000: Pohamuj entuzjazm – jako wujek Nathan

film
- 1961: Hey, Let's Twist – jako doktor
- 1977: Atak na Entebbe – jako Eli Melnick
- 1989: Nie ufaj znajomemu – jako sędzia
- 1997: Mroczne tajemnice – jako Dory